# 蔡其發
蔡其發（?—?），贵州独山州人，清朝政治人物、同進士出身。
乾隆十六年（1751年）辛未科進士，三甲一百四十二名，后事不詳。